# Sarroca de Bellera
Sarroca de Bellera község Spanyolországban, Lleida tartományban. Sarroca de Bellera El Pont de Suert, Vall de Boí, La Torre de Cabdella és Senterada községekkel határos. Lakosainak száma 115 fő (2024).

## Népesség
A település népessége az utóbbi években az alábbiak szerint változott:
| Lakosok száma | 508  | 902  | 853  | 1213 | 94   | 147  | 133  | 124  | 121  | 115  |
|               | 1717 | 1887 | 1936 | 1960 | 1986 | 2004 | 2009 | 2014 | 2019 | 2024 |